# Aerospace Logistics Technology Engineering Company
La italiana Aerospace Logistics Technology Engineering Company (ALTEC) es una compañía aeroespacial propiedad de la Agencia Espacial Italiana y de Thales Alenia Space Fue fundada en 2001 por Thales Alenia Space y el Consorzio Ícaro. Con sede en Turín, es también centro de control de las dos misiones a Marte de Italia, conocidas como ExoMars.